# Manuel Borja Calvar Simón
Manuel Borja Calvar Simón, més conegut com a Capi (Vigo, 2 d'abril de 1981) és un futbolista gallec, que ocupa la posició de defensa.

## Trajectòria
Després de passar per les categories inferiors del Celta de Vigo, el 2002 recala al modest Ponte Ourense, de la Tercera gallega. D'ací és captat l'any següent pel Reial Saragossa, que l'hi incorpora per al seu filial. Eixa mateixa campanya 03/04, el defensa debuta a la màxima categoria amb el primer equip, tot jugant un encontre.
Entre 2003 i 2006, Capi hi sumaria 13 partits i un gol amb els aragonesos a primera divisió, tot combinant-lo amb les aparicions al Zaragoza B. Sense continuïtat a l'esquadra manya, la temporada 06/07 marxa a la Lorca Deportiva, on juga mitja temporada, ja que la segona volta actuaria al Reial Múrcia CF, amb qui aconsegueix l'ascens a Primera. Per la seua banda, la 07/08 la recala a la UD Las Palmas. Tots tres equips militaven a Segona Divisió, i participació del defensa en ells va ser quasi testimonial, amb un total d'altres 13 partits i un gol.
L'estiu del 2008 retorna a Galícia per jugar amb el SD Ciudad de Santiago, i el 2009 fitxa pel Montañeros CF.